# Nattjasminssläktet
Nattjasminssläktet (Cestrum) är ett växtsläkte med tropiska städsegröna buskar som ursprungligen kommer från tropiska Amerika. Släktet består av cirka 175 arter.
Nattjasminssläktet innehåller buskar och träd. Bladen är enkla, skaftade och helbräddade. Blomställningarna är toppställda klasar eller täta samlingar som sitter i bladvecken. Blommorna är femtaliga. Fodret är rörformat eller klocklikt. Kronbladen är sammanväxta till en lång blompip med fria flikar. Frukten är ett bär. 
Växternas frukter och växtsaft är giftiga och orsakar mag- och tarminflammationer.

### Webbkällor
- Svensk Kulturväxtdatabas
- Flora of China - Cestrum
- GRIN Taxonomy for Plants